# Pivovar Bystré
Pivovar Bystré fungoval v obci Bystré u Poličky. Jeho budovy můžeme nalézt pod hrází Panského rybníka.

## Historie
Jednu z prvních písemných zmínek o pivovaru najdeme v urbáři k roku 1592. V témže roce jsou mezi obyvateli uváděni Mikuláš Sladovníků a Jiří Bednář, jejichž jména souvisejí s prací, kterou vykonávali. Kromě toho je ve smolné knize zmiňována dcera Adama Sládka. Z prvních let existence pivovaru máme velmi málo informací.
V roce 1871 pivovar spolu s mlýnem vyhořel. Očekávalo se, že to (spolu s koncem platnosti propinačního práva) povede k prosazení se konkurenčních pivovarů na bysterském panství, což mělo vést ke konci pivovaru. Ve skutečnosti však byla postavena nová sladovna, varna a sklepy. V této době zažíval bysterský pivovar rozmach. Pivo se vyváželo až do Brna. Právě v této době byl majitelem panství rakouský císař František Josef I. (majetek získal po vymření Hohenembsů r. 1868 a vlastnil ho až do své smrti r. 1916). K rozmachu jistě pomohlo také uzavření pivovaru v blízké Olešnici v 80. letech 19. století. V této době pivovar také výrazně konkuroval pivovaru v Poličce.
Rok 1912 znamenal pro pivovar v Bystrém (stejně jako pro pivovar v Jimramově) počátky rozhodujícího souboje s pivovarem v Poličce. Ještě před první světovou válkou na tom byl bysterský pivovar velice dobře. Po vzniku Československa připadl pivovar státu a roku 1927 byl provoz ukončen. Po ukončení provozu sloužily prostory pivovaru jako sklady - nejprve pro pivovar v Poličce, poté pro Zemědělský nákupní a zásobovací závod.

## Současnost
Po roce 1989 byla část areálu prodána a dnes slouží jako sídlo železářské firmy. Stáčírna byla přeměněna na rodinný dům. Ostatní budovy bývalého areálu jsou dnes v dezolátním stavu. 

## Sládci
- Alois Černý (1881-1885)
- Josef Fischer (1885-1891)
- Václav Duspiva (1891-1908)
- František Mlynář (1908)
- Julius Wolf (1909-1917)
- Josef Kraumann (1917-1920; zástupce sládka)
- Ferdinand Pohlreich (1925-1927)